# 富山藩
富山藩（とやまはん）は、江戸時代に越中国の中央部（おおむね神通川流域）を領有した藩である。石高は10万石、加賀藩の支藩であった。藩主は前田家で、家名は松平出雲守、家格は従四位下・大広間詰・外様・準国主。藩庁は富山城（富山市）。家紋は宗家の剣梅鉢に対して丁字梅鉢紋を使用した。

## 概要
寛永16年（1639年）6月20日、加賀藩第3代藩主前田利常（利長の弟で養子）が隠居するとき、次男の利次に富山10万石、三男の利治に大聖寺7万石の分封を幕府に願い出て許され、富山藩が成立した。利次の母・珠姫は徳川秀忠の次女であることより、松平姓をもつ。
富山藩の当初の領地は、越中国婦負郡のうち6万石、新川郡黒部川西岸のうち1万6800石、富山町周辺7カ村3170石、加賀国能美郡手取川南岸のうち2万石の計10万石であった。1640年、利次は加賀藩領内にあった富山城を借りて越中入りし、婦負郡百塚に新たに城を築く予定であった（そのため当時、利次は百塚侍従の称号で呼ばれていた）が費用が足りず、築城が進まないまま、やがてこれを断念して富山城に引き続き居することを決め、万治2年（1659年）2月に居城が自領外という不便の解消ということもあって、加賀藩領であった富山城周辺の新川郡舟橋・水橋（2万7千石）と、自領の新川郡浦山辺（1万6800石）及び飛び地であった加賀国能美郡とを交換して藩領が定まった。なお、越中国のうち新川郡の大半は重要な鉱山の存在や江戸方面の防衛上重要な土地であることを理由に、礪波郡とその周辺は重要な穀倉地帯であったことから加賀藩が財政上手放せなかったため、射水郡も含めて加賀藩に取り残される形となった。
そして、1661年に幕府から富山城改築の許しを得て、城と城下町の整備が本格的に進められた。富山町は越中における唯一の城下町であり、他は在郷町と呼ばれる農村地域に存在した商人の町で、あとは農村であった。
新田開発により享保年間には総高は14万石を超えていたとされ、また漁業、売薬業、蚕種業、製紙業などに力を注ぎ、実質的な石高は20万石以上あったとされるが、藩の財政は成立時より常に逼迫しており、上方や飛騨の豪商、また本家である加賀前田宗家から多大な借財を抱えていた。ただしこれは、藩財政が放漫であったことを意味するのではなく、分藩の際に宗家から過大な家臣団を押しつけられたこと、そして藩領が急流河川域であったためたびたび水害に見舞われ、また天保2年（1831年）の城下の大半が焼失した大火、安政5年（1858年）の大地震による大洪水などの災害と、度重なる公儀普請手伝いにより過大な出費を強いられたことによるところが大きい。
江戸後期から幕末には財政問題とそれに関わる権力争い（蟹江監物一件・富田兵部一件）また御家騒動（前田利保項目参照）などがあったことから宗藩の介入を招き、最後の藩主となった第13代利同を加賀藩から迎え、また富山詰家老の派遣を受け入れた。
明治4年（1871年）7月の廃藩置県によって富山県となった。同年11月に旧加賀藩領の礪波郡と新川郡を併せて新川県となり、明治5年（1872年）9月には射水郡も編入して越中が一つの県となる。明治9年（1876年）4月に一旦石川県に合併されるが、明治16年（1883年）5月に越中4郡を再び分けて富山県を設置し、現在の富山県の領域が確定した。

### 領域
- 東部境界線[6]
富山平野の一部を縦横に分かちながらも、おおむね現在の富山市内を流れる大小の河川を境界に充てていた。具体的には、南端で越中国と飛騨国の国境上を起点とした場合、神通川（笹津のやや下流地点まで） ‐ 平野部を横断（長走、下タ杉、八木山、東大久保、合田が藩領 ） ‐ 熊野川 ‐ 平野部を横断（青柳新、牧田、青柳、布目、大浦、花崎、荒屋が藩領） ‐ 常願寺川（三室荒屋から馬瀬口辺り） ‐ 清水俣用水 ‐ 鼬川 ‐ 赤江川 ‐ 神通川、と山間部から平野部を縦断し、北端にて富山湾の沿岸部を終点とするラインであった。平野部において、かつては加賀藩領との境界を識別できるように、長走から合田にかけて堺松が植えられた。また、大庄には境塚が築かれた[7]。
- 西部境界線[6]
おおむね礪波・射水両郡と婦負郡との郡境があてられた。ただし、射水市の北野・山本・椎土・土代地区は藩領であった。また、射水平野においては、住吉・金草など呉羽丘陵に近い側が藩領とされた。花木は境界線上にあった。野口・二ツ屋・本郷・中沖・布目、そして富山湾に至り、打出までが藩領となった。針山新は富山藩の飛地であった。
- 南部境界線[6]
古代より続く越中国と飛騨国の国境があてられた。ただし、白木峰の南、大長谷川・久婦須川の水源地帯、すなわち楢峠以北の万波高原は、主に伐採地の境界を巡り飛騨側との紛争が頻発した[8][9]。延宝2年（1674年）の裁決で、富山側の領有主張が幕府に退けられた後、藩はこの地域を論地山として別扱いにした。

幕末の領地
- 越中国
  - 婦負郡 - 180村（全域）
  - 新川郡のうち - 64村（他に加賀藩との入会地9村が存在）

## 軍役
明暦元年（1655年）と推定される記録に、騎馬170騎、鉄砲350丁、弓60張、鑓150本、旗20本とする軍役規定があり「公儀御定也」とある。これは徳川家の譜代・旗本に対する寛永10年（1633年）軍役規定の10万石のものと同一であり、表高相当の幕府の軍役規定に準じていたことがわかる。
公儀軍役として、高田城請取（1681年）、飛州騒動（1773年）での出兵および蝦夷地出兵準備（1804-1818年）があり、戊辰戦争では新政府側に立って藩兵4小隊（158人）が加賀藩とともに越後長岡藩攻め（北越戦争）に参加した。

## 産業
農村の管理・徴税の仕組みとして、宗藩と同じく十村制をとっていた。藩政初期から積極的に新田開発に取り組み、惣高は元禄11年（1698年）に13万9千石弱、明治3年（1870年）には15万8千石余に達していた。年貢米のうち1万石から1万5千石が上方（大阪廻米）に、5千石程が飛騨（飛騨登米）へ領外移出された。
2代藩主正甫は製薬に興味を持ち、薬の製法を領内に広め、越中売薬の基礎を築いた。売薬業は、先立つものとして立山その他の山岳修験者による修験売薬があったが、藩が力を入れた売薬業者がやがてこれにとって代わり、元禄年間には全国にわたる行商圏が確立された。やはり他国に配置行商したものに蚕種があり、八尾町がその中心であった。その他の産物としては、山間部での製紙、呉羽丘陵での茶の栽培などが挙げられる。また、現在、駅弁として知名度の高い富山名産の鱒寿司は、3代利興の頃に鮎寿司とともに作られるようになったとされる。
飛騨方面との交易が盛んで、米や海産物の他、加賀藩で生産された塩（能登塩）も富山藩を通じて販売された（飛騨登塩）。

## 教育
武士に対する教育機関として、安政2年（1773年）に創設された富山藩校・広徳館があった。藩校としては全国で62番目のものであり、宗藩の加賀藩校明倫堂（1792年）に比べ20年も早い。これは6代藩主利與が人材育成のため、財政難の中の強い反対を押し切って設立したものであり、江戸の昌平黌に範をとった。他に私塾として臨池居、岡田塾などがあった。
庶民の教育機関としては寺小屋があったが、越中の寺子屋では農民の師匠が多いことに特色があった。一般的には僧侶・神官・浪人が師匠となることが多いが、越中においては真宗王国と目されるにもかかわらず僧侶の師匠は少なく、大半が有力農民や地主が務めた。またほとんどが男であり、女師匠は1名が知られるのみである。他地域に比べると読み書き算盤のうち算術が重視され、富山町では一般的な教本の他に、『薬名帳』・『調合薬付』といった地場産業である売薬業を考慮したものが用いられるという特徴もあった。

## 歴代藩主
1. 前田利次
2. 前田正甫
3. 前田利興
4. 前田利隆
5. 前田利幸
6. 前田利與
7. 前田利久
8. 前田利謙
9. 前田利幹
10. 前田利保
11. 前田利友
12. 前田利聲
13. 前田利同

## 家臣
富田下総        3000石
近藤大炊         2500石
村左兵衛         2000石
蠏江主膳         1400石
戸田豊太郎      1000石
生田左近           900石
佐脇數馬           800石
瀧川圖書           800石
富田兵部           800石
和田少左衛門     800石
不破内記           700石
近藤橘馬           600石
堀田寛兵衛        600石
河村志津磨        500石
小塚主殿           500石
入江権兵衛        450石
津田五百記        450石
小幡左橘           400石
奥村杢左衛門     400石
寺西左膳           400石
野村又兵衛        400石
加藤左門           330石
浦上判五左衛門  300石
鹿毛冨記           300石
鈴木権佐           300石
高澤三太夫        300石
栂右門              300石
不破織摩           300石
村善左衛門        300石